# RPG-26
RPG-26 je sovětský protitankový reaktivní granát. Vznikl jako upravená verze RPG-18 s mnoha díly vycházejícími z konstrukce amerického granátometu M72 LAW.
Vznikla i verze RŠG-2 s termobarickou hlavicí. Je těžší o 3,5 kg a dostřel se snížil o 150 metrů.